# Géovreisset
Géovreisset és un municipi francès situat al departament de l'Ain i a la regió d'Alvèrnia-Roine-Alps. L'any 2007 tenia 888 habitants.

## Demografia

### Població
El 2007 la població de fet de Géovreisset era de 888 persones. Hi havia 295 famílies de les quals 40 eren unipersonals (24 homes vivint sols i 16 dones vivint soles), 63 parelles sense fills, 165 parelles amb fills i 27 famílies monoparentals amb fills.
La població ha evolucionat segons el següent gràfic:
Habitants censats

### Habitatges
El 2007 hi havia 322 habitatges, 301 eren l'habitatge principal de la família, 6 eren segones residències i 15 estaven desocupats. 295 eren cases i 27 eren apartaments. Dels 301 habitatges principals, 227 estaven ocupats pels seus propietaris, 69 estaven llogats i ocupats pels llogaters i 6 estaven cedits a títol gratuït; 8 tenien dues cambres, 10 en tenien tres, 111 en tenien quatre i 173 en tenien cinc o més. 271 habitatges disposaven pel capbaix d'una plaça de pàrquing. A 88 habitatges hi havia un automòbil i a 201 n'hi havia dos o més.

### Piràmide de població
La piràmide de població per edats i sexe el 2009 era:
| Homes | Edats   | Dones |
| ----- | ------- | ----- |
| 4     | 95 o +  | 0     |
| 0     | 90 a 94 | 4     |
| 0     | 85 a 89 | 8     |
| 0     | 80 a 84 | 0     |
| 4     | 75 a 79 | 4     |
| 8     | 70 a 74 | 8     |
| 0     | 65 a 69 | 12    |
| 8     | 60 a 64 | 8     |
| 16    | 55 a 59 | 16    |
| 36    | 50 a 54 | 16    |
| 44    | 45 a 49 | 52    |
| 32    | 40 a 44 | 48    |
| 16    | 35 a 39 | 24    |
| 40    | 30 a 34 | 20    |
| 28    | 25 a 29 | 28    |
| 36    | 20 a 24 | 16    |
| 40    | 15 a 19 | 29    |
| 20    | 10 a 14 | 36    |
| 28    | 5 a 9   | 36    |
| 32    | 0 a 4   | 12    |

## Economia
El 2007 la població en edat de treballar era de 595 persones, 471 eren actives i 124 eren inactives. De les 471 persones actives 442 estaven ocupades (243 homes i 199 dones) i 29 estaven aturades (11 homes i 18 dones). De les 124 persones inactives 35 estaven jubilades, 47 estaven estudiant i 42 estaven classificades com a «altres inactius».

### Ingressos
El 2009 a Géovreisset hi havia 312 unitats fiscals que integraven 955 persones, la mediana anual d'ingressos fiscals per persona era de 19.535 €.

### Activitats econòmiques
Dels 35 establiments que hi havia el 2007, 1 era d'una empresa de fabricació de material elèctric, 14 d'empreses de fabricació d'altres productes industrials, 6 d'empreses de construcció, 7 d'empreses de comerç i reparació d'automòbils, 1 d'una empresa de transport, 1 d'una empresa d'hostatgeria i restauració, 2 d'empreses immobiliàries, 2 d'empreses de serveis i 1 d'una empresa classificada com a «altres activitats de serveis».
Dels 6 establiments de servei als particulars que hi havia el 2009, 1 era un taller de reparació d'automòbils i de material agrícola, 1 paleta, 3 guixaires pintors i 1 electricista.

## Poblacions més properes
El següent diagrama mostra les poblacions més properes.